# Ісабела (провінція)
Ісабела (ілоко Probinsya ti Isabela) — друга за територією провінція Філіппін, розташована в регіоні Долина Кагаян на острові Лусон. Адміністративний центр — місто Ілаґан. На сході провінція омивається Філіппінським морем. Основний вид економічної діяльності провінції — сільське господарство. Ісабела є провідним виробником кукурудзи та рису в країні. Завдяки вдалому розташуванню провінція Ісабела є важливим торговельно-промисловим центром північно-східного Лусону.

## Географія
Площа провінції 12 414,93 км2, що становить близько 40 % площі регіону. Провінція займає центральну частину долини Кагаян на Лусоні. Межує з провінцією Кагаян на півночі, Калінга на північному заході, Гірською провінцією на заході, Іфугао та Нуева Віская на південному заході, Кіріно та Аурора на півдні.
Через східну частину провінції проходить гірський хребет Сьєрра-Мадре, покритий густим лісом. Західна частина — родюча долина, що стикується із гірською системою Центральна Кордильєра.
Адміністративно поділяється на 34 муніципалітети та одне незалежне місто.

## Економіка
Сільське господарство є головною галуззю економіки провінції. В Ісабелі вирощується 21 % загальнонаціонального обсягу кукурудзи та 15 % рису. Серед інших культур вирощують манго, тютюн, каву, банани. Тваринництво представлене вирощуванням свиней, великої рогатої худоби, переробкою молока та птахівництвом.
Активно розвивається агропромисловий комплекс та торгівля. Будуються нові підприємства з переробки сільськогосподарської продукції.
54 % території провінції покрита лісами. З них 62 % — природоохоронні території, а 38 % — ліс, дозволений для виробничого застосування. Деревообробна промисловість має чітке державне регулювання та контроль.
Поширеним в провінції є рибальство. Прибережні муніципалітети багаті на морські ресурси.

## Транспорт
В провінції доступні всі види транспорту. Майже 180 кілометрів Пан-Філіппінського шосе проходять через різні міста та містечка провінції. Одразу декілька автобусних компаній пропонують рейси до сусідніх провінцій та столиці Філіппін Маніли. Джипні та триколісні велосипеди використовуються як основний засіб для перевезень в межах міст та всередині провінції.